# Награде БАФТА
Филмске награде Британске академије или награде БАФТА, додељују се у оквиру годишње доделе награда коју води БАФТА у част најбољих британских и међународних доприноса филму. Церемонија је првобитно одржана у водећем биоскопу Одеон на Лестер скверу у Лондону, да би од 2008. до 2016. била одржана у Краљевској опери. Од 2017. церемонија се одржава у Ројал Алберт холу у Лондону.

## Категорије награда
- БАФТА за најбољи филм: од 1948.
- БАФТА за најбољи британски филм: 1948—1968, 1992—данас
- БАФТА за најбољи филм на страном језику: од 1983.
- БАФТА за најбољи документарац: 1948—1989, 2012—данас
- БАФТА за најбољи анимирани филм: од 2006.
- БАФТА за најбољи кратки филм: од 1980.
- БАФТА за најбољи кратки анимирани филм: од 1990.
- БАФТА за најбоље изузетно остварење британског сценаристе, редитеља или продуцента: од 1998.
- БАФТА за најбољу режију: од 1968.
- БАФТА за најбољи адаптирани сценарио: од 1984.
- БАФТА за најбољи оригинални сценарио: од 1984.
- БАФТА за најбољег глумца у главној улози: од 1968.
- БАФТА за најбољу глумицу у главној улози: од 1968.
- БАФТА за најбољег глумца у споредној улози: од 1969.
- БАФТА за најбољу глумицу у споредној улози: од 1969.
- БАФТА за најбољу кинематографију: од 1969.
- БАФТА за најбољу монтажу: од 1968.
- БАФТА за најбољу костимографију: од 1969.
- БАФТА за најбољи дизајн продукције: од 1969.
- БАФТА за најбољу шминку и фризуру: од 1983.
- БАФТА за најбољу филмску музику: од 1969.
- БАФТА за најбољи звук: од 1969.
- БАФТА за најбоље специјалне визуелне ефекте: од 1983.
- БАФТА за најбољи кастинг: од 2020.
- БАФТА за будућу звезду: од 2006.